# Janvier 1813

## Événements
- Prise de La Mecque et de Taïf par le corps expéditionnaire égyptien mené par Toussoun Pacha, fils de Méhémet Ali[1].

- 11 janvier, France : sénatus-consulte de mobilisation de 350 000 hommes.
- 12 janvier : Rapp s'enferme dans Dantzig, où il soutient un siège très dur, puisqu'il ne capitule que le 29 novembre[2].
- 13 janvier :
  - Abandon de son commandement par Murat qui quitte la Grande Armée pour rentrer à Naples[3].
  - Les patriotes vénézuéliens prennent Güiria[4]. Début de la Campagne d'Orient pour libérer l'est du Venezuela.
- 15 janvier :
  - Quatorze luddistes (meneurs ouvriers) sont pendus à York au Royaume-Uni[5].
  - Victoire des patriotes vénézuéliens à la bataille d'Irapa[6].
- 22 janvier :
  - Les Cortes libérales confirment l’abolition de l’Inquisition[7].
  - Guerre américano-britannique : défaite des Américains contre les Britanniques à la bataille de Frenchtown le long de la rivière Raisin[8].

## Naissances
- 18 janvier : Joseph Glidden, fermier américain inventeur du barbelé († 1906).
- 30 janvier : George Gilfillan, religieux protestant, écrivain et poète Écossais († 13 août 1878).
- 31 janvier : Aline Alaux, peintre et dessinatrice française († 12 octobre 1856).